# Wilhelm von Hahnke
Wilhelm Gustav Karl Bernhard von Hahnke (Berlín, 1 de octubre de 1833-8 de febrero de 1912) fue un Mariscal de Campo prusiano, Jefe del Gabinete Militar Imperial Alemán entre 1888 y 1901.

## Biografía
Nacido en el seno de una antigua familia prusiana de oficiales, era el hijo de Wilhelm Hahnke (1793-1861) y de su esposa Angelique, nacida von der Lancken (1803-1873). Su padre fue elevado a la nobleza prusiana hereditaria en 1836, convirtiéndose así en Wilhelm von Hahnke.
Se casó en 1865 en Berlín con Josephine von Bülow (1842-1911), hija de Friedrich von Bülow (1789-1853). La pareja tuvo siete hijos varones y dos hijas, entre ellos:
- Wilhelm (1867-1931), Mayor general prusiano ∞ Elisabeth von Schlieffen (nacida en 1869), hija del Mariscal de Campo Alfred von Schlieffen.
- Adolf (3 de julio de 1873 - 6 de julio de 1936), jurista.[1]

## Honores y condecoraciones
Honores alemanes
- Prusia:
  - Cruz de Hierro, 1ª Clase
  - Gran Cruz del Águila Roja, con Corona, Hojas de Roble y Espadas en Anillo
  - Caballero de la Corona Prusiana, 1ª Clase con Espadas en Anillo
  - Gran Cruz de Comandante de la Real Orden de Hohenzollern
  - Caballero del Águila Negra, 1895; con Diamantes, 26 de abril de 1901[3]
- Anhalt: Gran Cruz de Alberto el Oso, 1889[4]
- Gran Ducado de Baden:[5]
  - Caballero de la Orden al Mérito Militar de Carlos Federico, 1870
  - Caballero de la Orden de Bertoldo I, 1893
  - Caballero de la Orden de la Fidelidad, 1899
- Reino de Baviera:
  - Gran Cruz al Mérito de la Corona Bávara, 1897[6]
  - Grand Cruz de la Orden al Mérito Militar
- Ducado de Brunswick: Gran Cruz de Enrique el León, 1889[7]
- Ducados Ernestinos: Gran Cruz de la Orden de la Casa Ernestina de Sajonia
- Hesse y el Rin:[8]
  - Gran Cruz de Felipe el Magnánimo, con Espadas, 8 de diciembre de 1889
  - Gran Cruz de la Orden de Luis, 6 de mayo de 1892
- Reino de Wurtemberg:[9]
  - Comandante de la Orden de Federico, 2ª Clase con Espadas, 1870; Gran Cruz, 1888
  - Gran Cruz de la Corona de Wurtemberg, en Diamantes, 1891

Honores extranjeros
- Imperio austrohúngaro:[10]
  - Caballero de la Corona de Hierro, 1ª Clase, 1888
  - Gran Cruz de la Orden imperial de Leopoldo, 1891; en Diamantes, 1895
  - Gran Cruz de San Esteban, 1897
- Bélgica: Gran Cordón de la Orden de Leopoldo
- Principado de Bulgaria:
  - Gran Cruz de San Alejandro
  - Gran Cruz de la Orden al Mérito Militar
- Dinamarca: Gran Cruz de Dannebrog, 26 de junio de 1888[11]
- Imperio francés: Oficial de la Legión de Honor
- Reino de Grecia: Gran Cruz del Redentor
- Reino de Italia:
  - Gran Cruz de los Santos Mauricio y Lázaro
  - Gran Cruz de la Corona de Italia
- Imperio del Japón: Gran Cordón del Sol Naciente
- Mónaco: Gran Cruz de San Carlos
- Principado de Montenegro: Gran Cruz de la Orden del Príncipe Danilo I
- Países Bajos: Gran Cruz del León Neerlandés
- Imperio otomano:
  - Orden de la Gloria
  - Orden de Osmanieh, 1ª Clase en Diamantes
  - Orden del Medjidie, 1ª Clase en Diamantes
- Imperio persa: Orden del Sol y el León, 1ª Clase
- Reino de Portugal: Gran Cruz de la Orden Militar de Avis
- Dinastía Qing: Orden del Dragón Doble, Clase I Grado III
- Reino de Rumania:
  - Gran Cruz de la Estrella de Rumania
  - Gran Cruz de la Corona de Rumania
- Imperio ruso:
  - Caballero de San Andrés
  - Caballero de San Vladimir, 4ª Clase
- Reino de Serbia: Gran Cruz de la Cruz de Takovo
- Siam: Gran Cruz del Elefante Blanco
- Suecia-Noruega:
  - Gran Cruz de Comandante de la Espada, 1884[12]
  - Gran Cruz de San Olaf, 19 de julio de 1888[13]
- Reino Unido: Gran Cruz Honoraria de la Real Orden Victoriana, 15 de junio de 1907